# System telekomunikacyjny
System telekomunikacyjny, system łączności – sprzęt, metody, procedury oraz (jeśli to niezbędne) personel zorganizowane w celu realizowania przekazu informacji.
System telekomunikacyjny zapewnia komunikację pomiędzy jego użytkownikami i może obejmować systemy teletransmisyjne, systemy komutacyjne i systemy użytkowników. System telekomunikacyjny może także realizować funkcje przechowywania i przetwarzania w celu wspomagania przekazu informacji.